# 28852 Westonbraun
28852 Westonbraun este un asteroid din centura principală de asteroizi.

## Descriere
28852 Westonbraun este un asteroid din centura principală de asteroizi. A fost descoperit pe 6 mai 2000 la Socorro, New Mexico, în cadrul proiectului LINEAR. Asteroidul prezintă o orbită caracterizată de o semiaxă mare de 2,63 ua, o excentricitate de 0,09 și o înclinație de 3,8° în raport cu ecliptica.